# Jarosław Rubacha
Jarosław Rubacha (ur. 19 maja 1970 w Brzesku) – polski historyk, bałkanista, doktor habilitowany nauk humanistycznych, profesor nadzwyczajny Uniwersytetu Warmińsko-Mazurskiego w Olsztynie.

## Życiorys
W 1994 ukończył studia historyczne na Wydziale Historycznym UJ. Doktorat w 2004 na Wydziale Humanistycznym Uniwersytetu Jana Kochanowskiego w Kielcach na podstawie dysertacji Bałkańska polityka Bułgarii w latach 1878-1913 emanacją jej celów narodowych (promotor: prof. Czesłąw Grzelak). Habilitacja w 2013 na podstawie pracy Bułgaria na przełomie XIX i XX wieku. Bułgarskie metamorfozy w publikacjach "Świata Słowiańskiego" (1905-1914). Od 2005 pracownik Instytutu Dziennikarstwa i Komunikacji Społecznej Uniwersytetu Warmińsko-Mazurskiego w Olsztynie. W pracy naukowej koncentruje się na historii Europy Południowo-Wschodniej w XIX i XX wieku ze szczególnym uwzględnieniem dziejów Bułgarii, polskim słowianofilstwie oraz wątkach bułgarskich w polskiej prasie codziennej i periodycznej na przełomie XIX i XX wieku. Autor i współautor kilkunastu książek i kilkudziesięciu artykułów opublikowanych w polskich i zagranicznych (Bułgaria, Rosja, Serbia, Rumunia) periodykach naukowych.  Członek m.in.: Komisji Bałkanistyki przy Oddziale Polskiej Akademii Nauk w Poznaniu i Macedońskiego Instytutu Naukowego w Sofii.

## Wybrane publikacje
- Bułgarski sen o Bizancjum. Polityka zagraniczna Bułgarii w latach 1878-1913, Warszawa: "Neriton" 2004
- (współautorzy: Andrzej Malinowski, Antoni Giza), Historia Bułgarii 1870-1915. Materiały źródłowe z komentarzami, t. 1, Warszawa: "Neriton" 2006
- (współautor: Andrzej Malinowski), Historia Bułgarii 1870-1915. Materiały źródłowe z komentarzami, t. 2-3, Warszawa: "Neriton" 2007, 2009
- Bułgaria na przełomie XIX i XX wieku. Bułgarskie metamorfozy w publikacjach "Świata Słowiańskiego" (1905-1914), Olsztyn: Wydawnictwo UWM w Olsztynie 2012
- (współautor: Renata Rozbicka), Bułgarska epopeja (1915-1918). Armia bułgarska na frontach I wojny światowej w świetle publikacji dziennika "Czas", t. 1, Olsztyn: Wydawnictwo UWM w Olsztynie 2017
- (współautor: Renata Rozbicka), Bułgarska epopeja (1915-1918). Armia bułgarska na frontach I wojny światowej w świetle publikacji dziennika "Czas", t. 2, Olsztyn: Wydawnictwo UWM w Olsztynie 2018
- Полско списание „Славянски свят” за България в края на XIX и началото на XX в., т. 1: Списание „Славянски свят” за обществено-политическото развитие на България, София: Македонски Научен Институт 2018
- Полско списание „Славянски свят” за България в края на XIX и началото на XX в., т. 2: Списание „Славянски свят” за външната политика на България и македонския въпрос, София: Македонски научен институт 2019
- Полско списание „Славянски свят” за България в края на XIX и началото на XX в., т. 3: Списание „Славянски свят” за българските въоръжени сили, София: Македонски научен институт 2021
- Gloria Victis. Bułgarskie działania dyplomatyczne i militarne podczas wojen bałkańskich w publikacjach dziennika "Ilustrowany Kuryer Codzienny", t. 1: Wojna z Turcją, Olsztyn: Wydawnictwo UWM w Olsztynie 2022
- Gloria Victis. Bułgarskie działania dyplomatyczne i militarne podczas wojen bałkańskich w publikacjach dziennika "Ilustrowany Kuryer Codzienny", t. 2: Wojna z sojusznikami, Olsztyn: Wydawnictwo UWM w Olsztynie 2023

## Odznaczenia
- Srebrny Krzyż Zasługi
- medal Ministerstwa Obrony Republiki Bułgarii 100 години Първа световна война